# ویتمارشن
ویتمارشن (به آلمانی: Wietmarschen) یک شهر در آلمان است که در گرافشافت بنتهایم واقع شده‌است. ویتمارشن ۱۱٬۱۴۳ نفر جمعیت دارد.

## خواهرخوانده
شهر مورتانی-او-پرش خواهرخواندهٔ ویتمارشن هست.